# Cucina mozambicana
La cucina del Mozambico è stata profondamente influenzata dai portoghesi, che hanno introdotto nuove spezie, nuovi aromi e nuove tecniche di cottura. L'alimento base per molti mozambicani è lo xima (chi-mah), nome locale dell'ugali, un denso porridge a base di farina di mais. Anche la manioca e il riso vengono consumati come carboidrati di base. Molti dei piatti tradizionali mozambicani sono serviti con salse di verdure, carne, fagioli o pesce.  Altri ingredienti tipici includono anacardi, cipolle, alloro, aglio, coriandolo, paprika, pepe, peperoncino, zucchero di canna, mais, miglio, sorgo e patate.
Un piatto tipico del Mozambico e di buona parte dell'Africa australe è il delele, nome con il quale in lingua locale si indicano i fiori di Abelmoschus esculentus, i quali costituiscono un ingrediente di questa pietanza, insieme a farina di frumento, uova, cipolle, aromi (sale, peperone selvatico, paprika, aglio e cipolla in polvere, pepe di Caienna e olio neutro).; è molto diffuso nel Paese anche il matapa, a base di foglie di manioca ammucchiate; queste vengono prima cotte in una salsa di arachidi e latte di cocco, poi condite con frutti di mare (gamberi freschi o essiccati, granchi). Il matapa è in genere servito insieme allo xima o al riso bianco.

## Galleria d'immagini

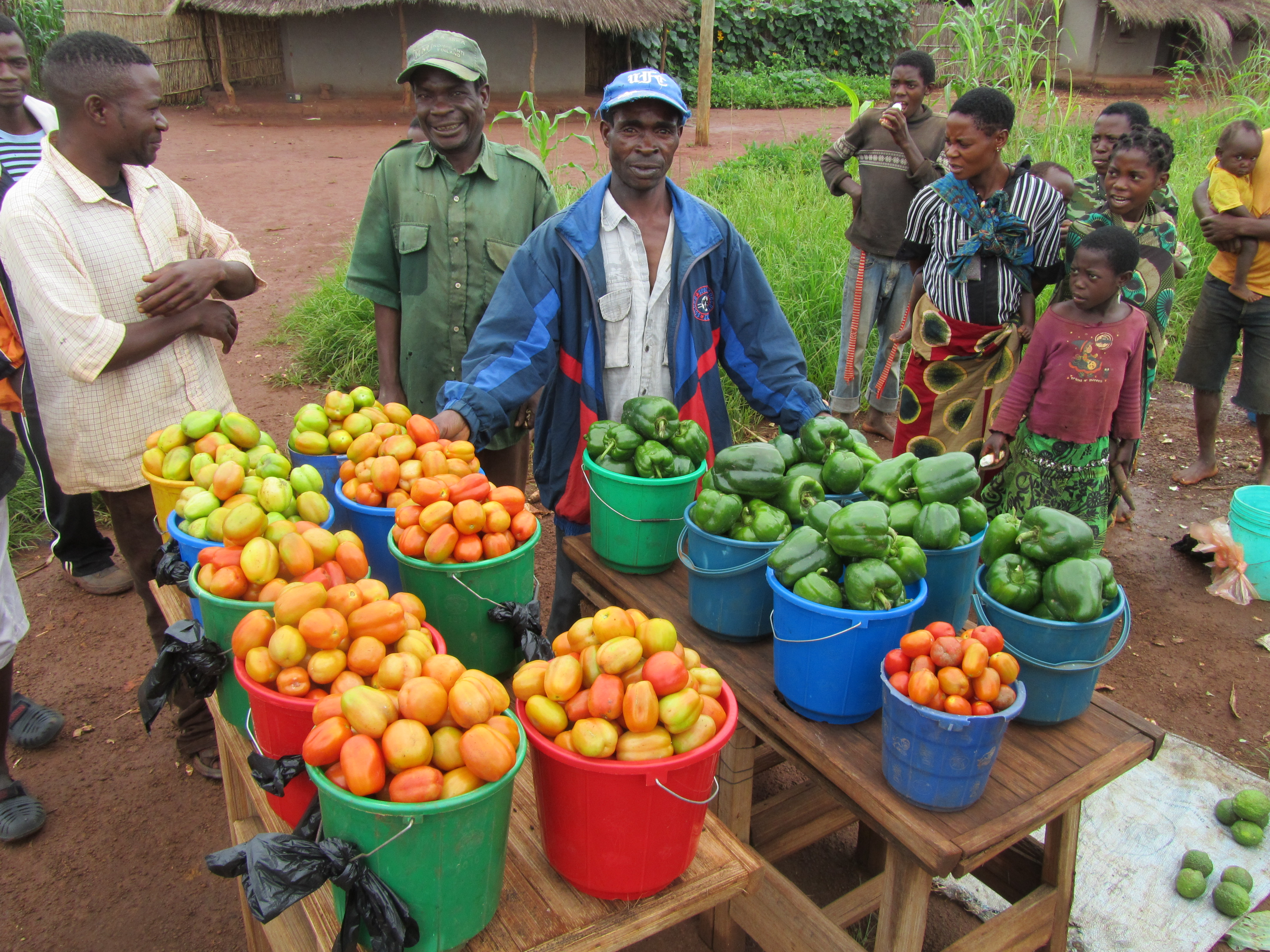
Pomodori e peperoni
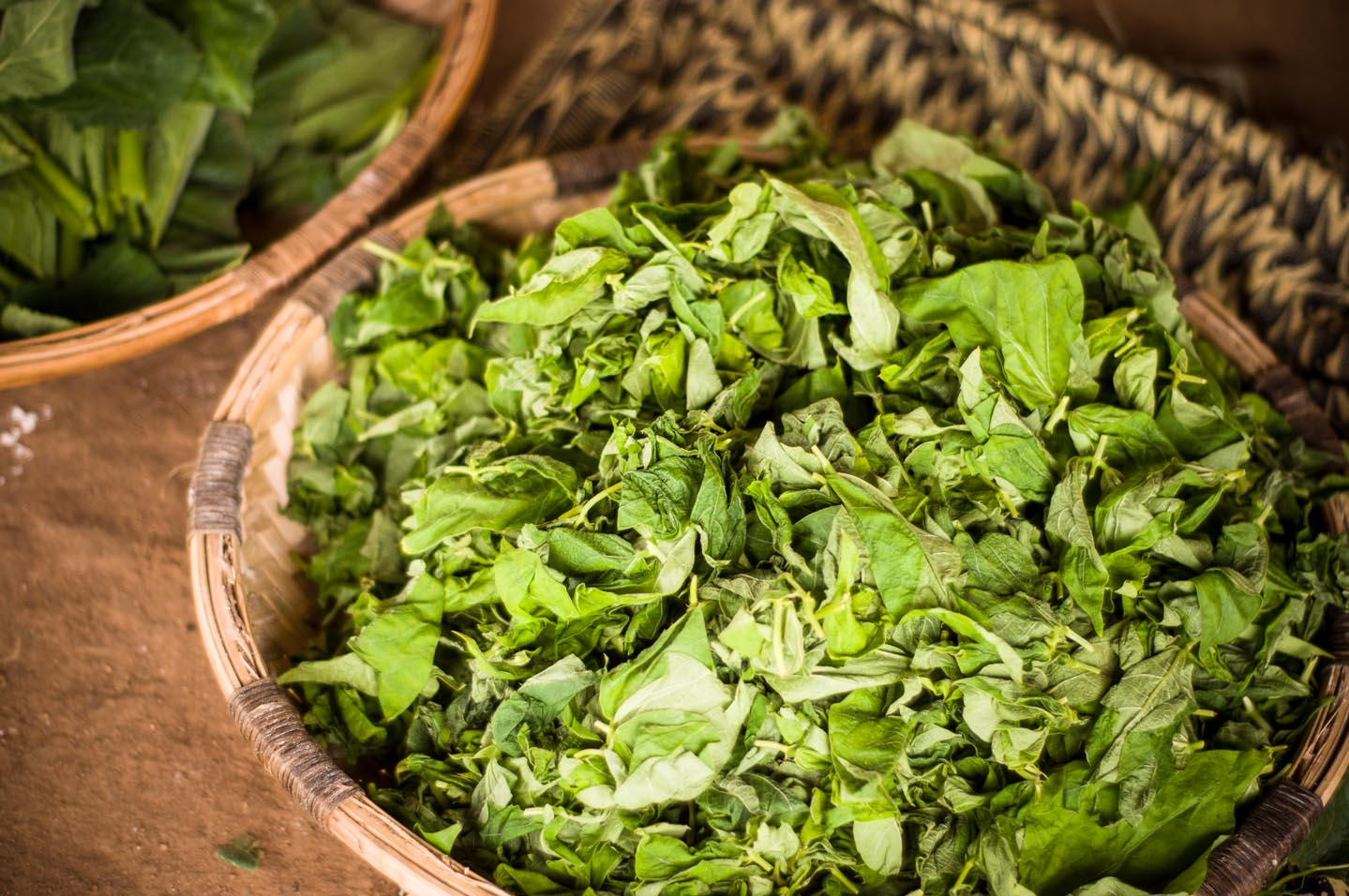
Pianta di liponda
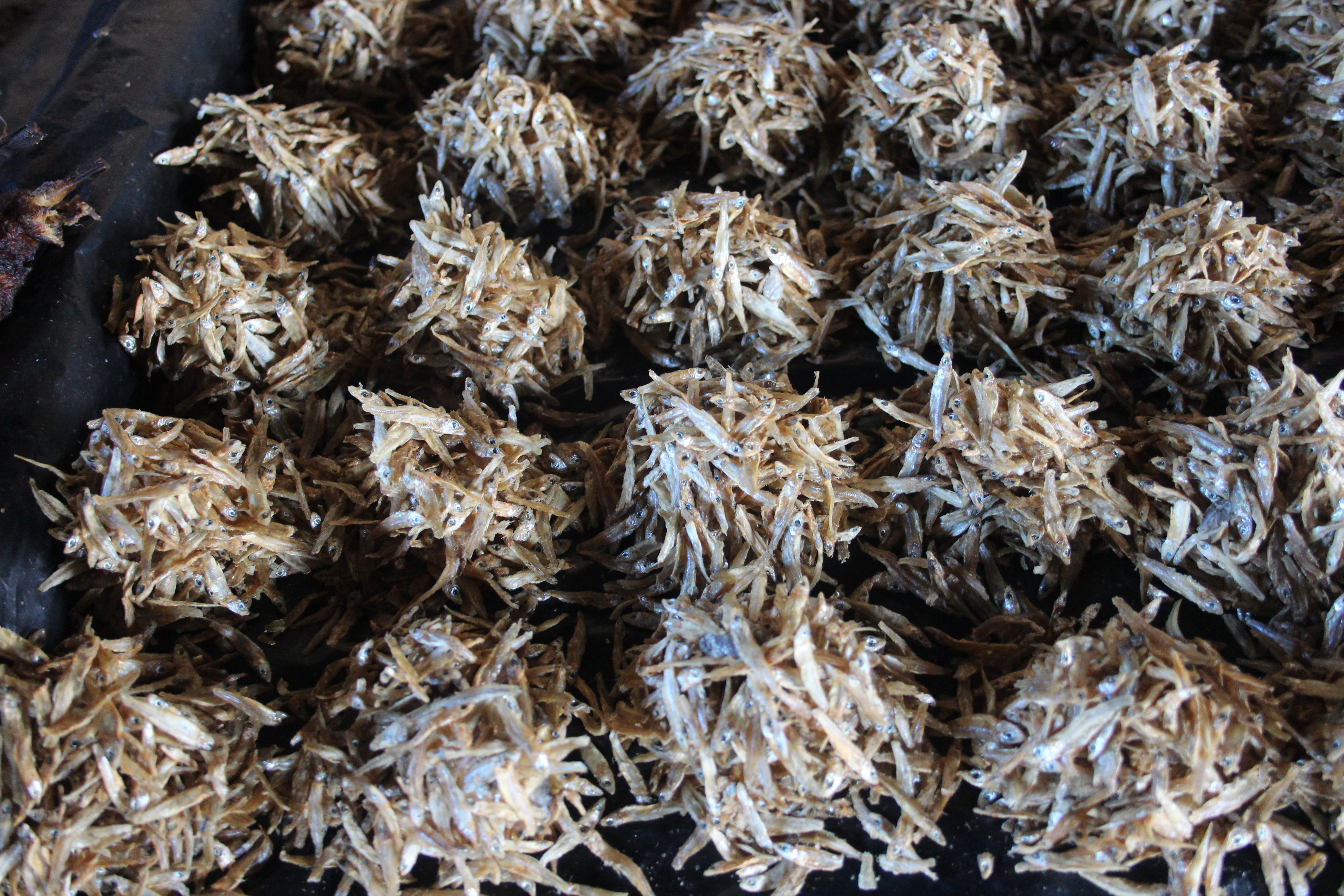
Pesce essiccato
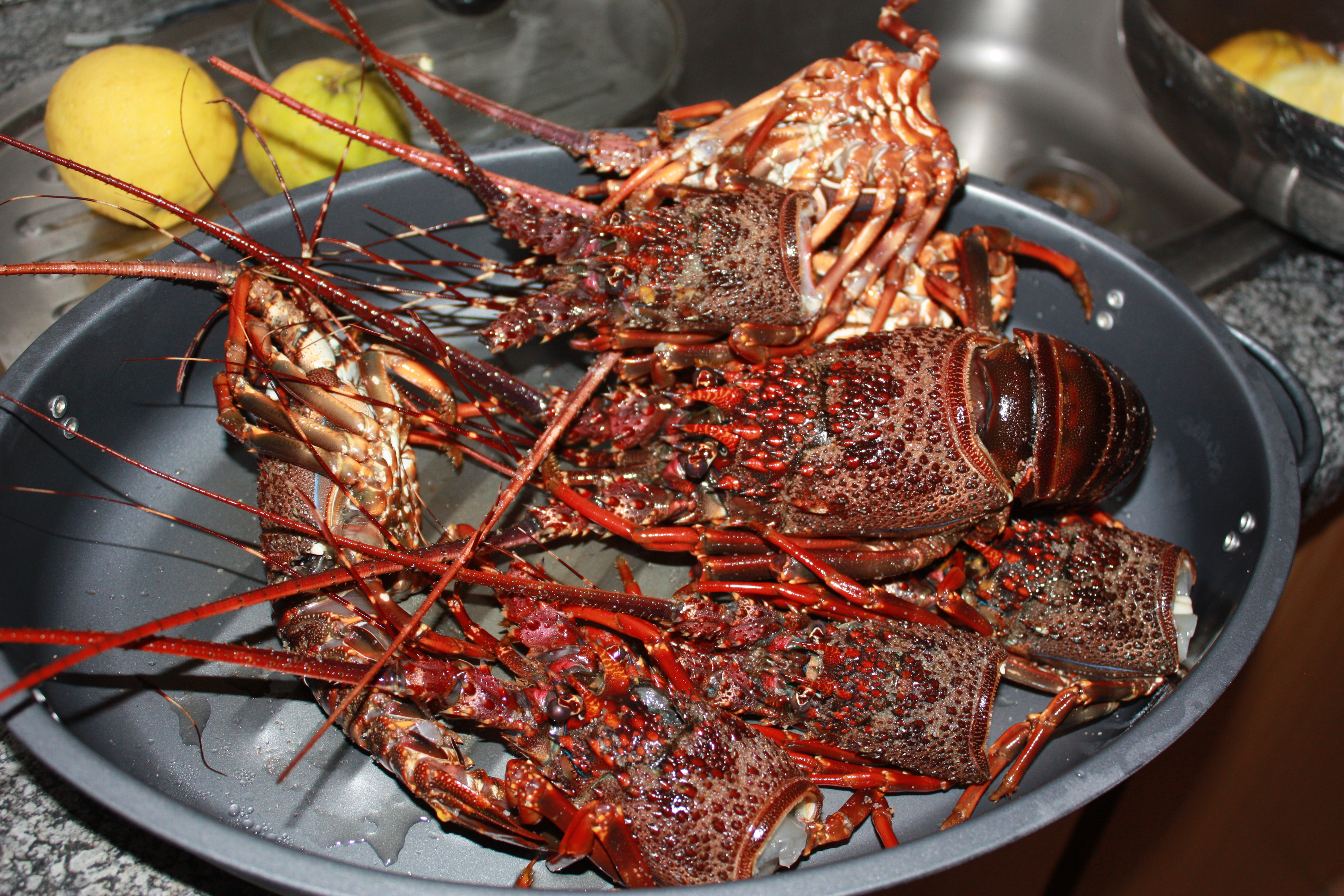
Gamberi
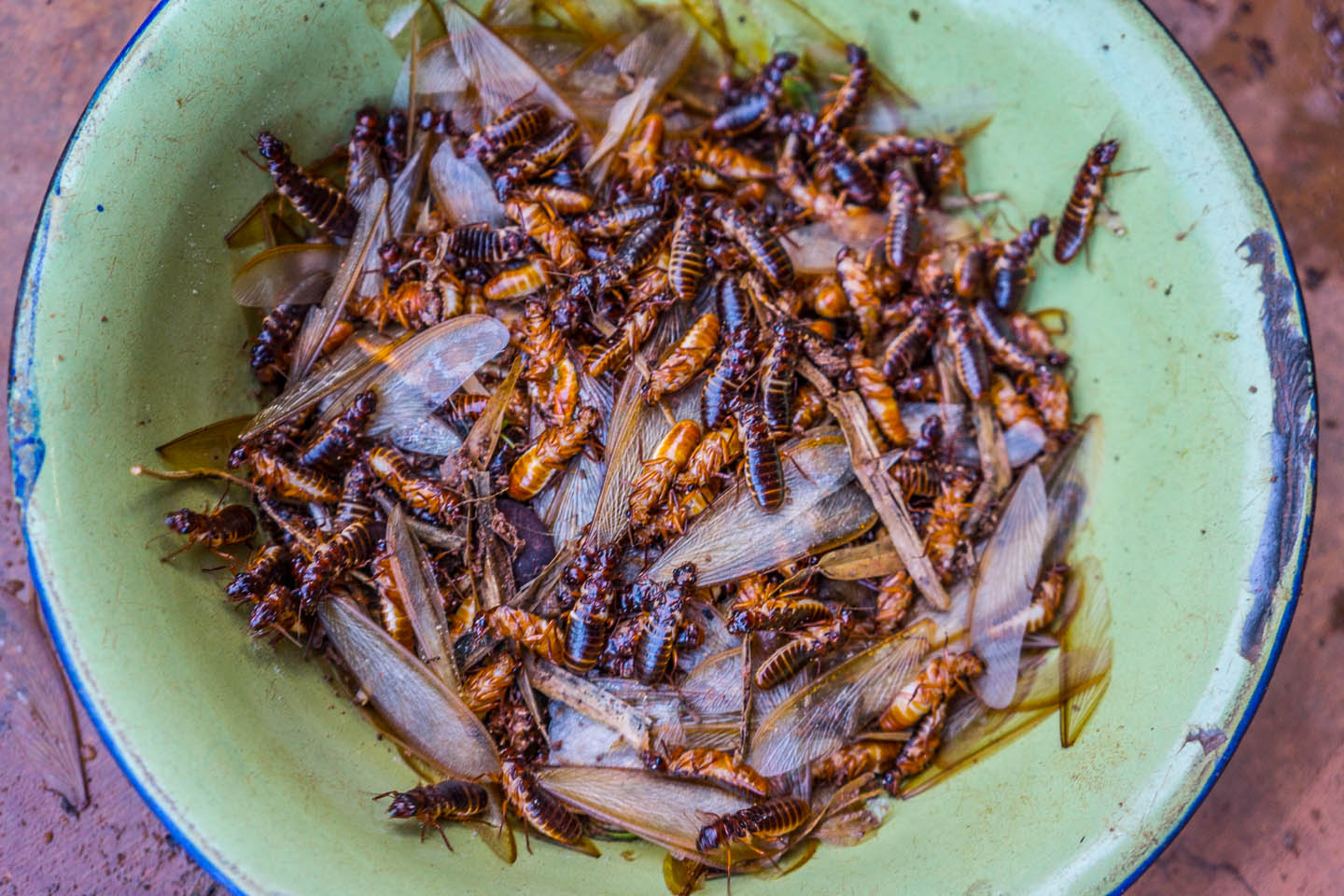
Termiti volanti (un cibo del Mozambico)

### Preparazione

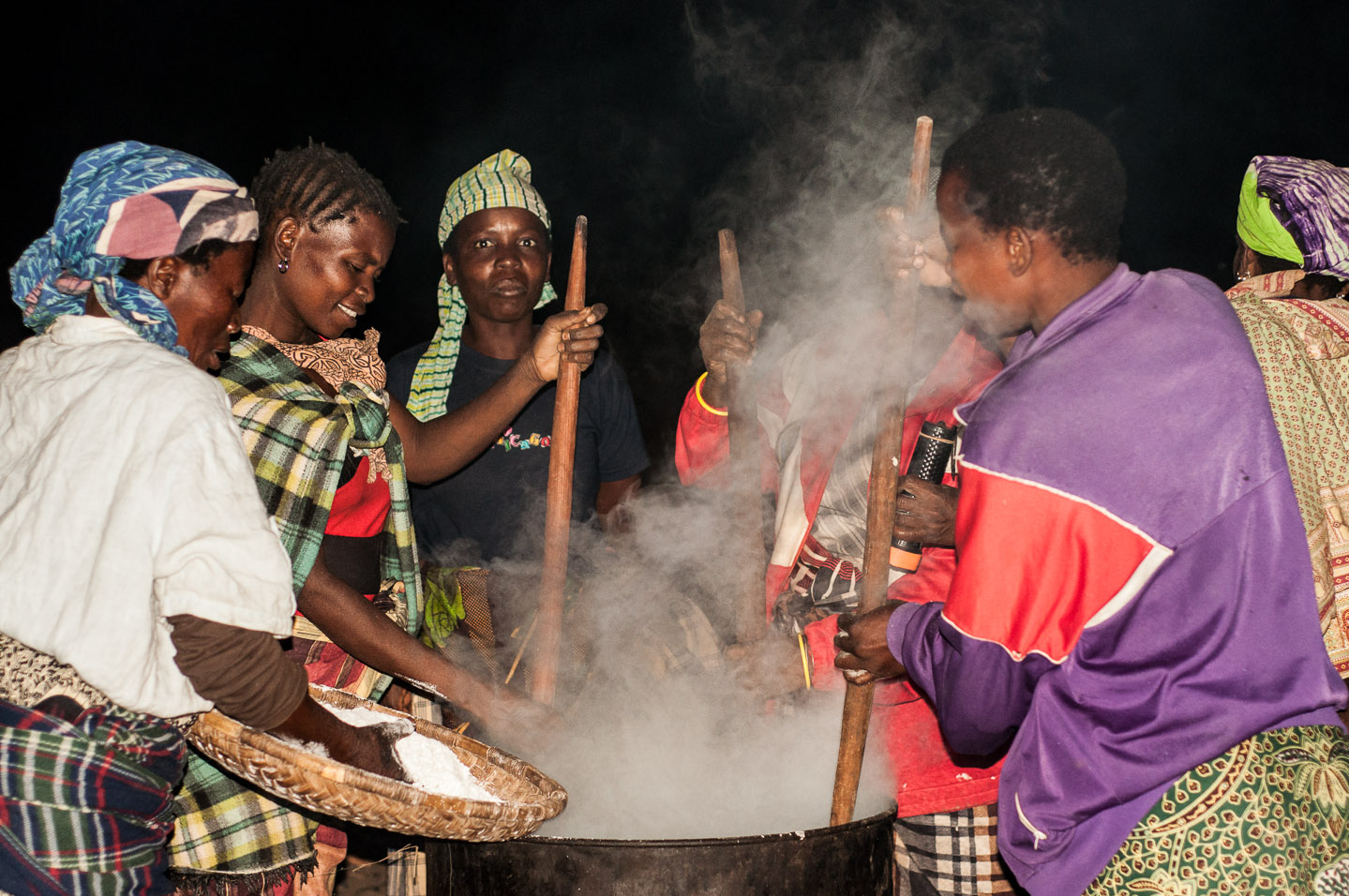
Preparazione dell'ugali alla vigilia di una festa
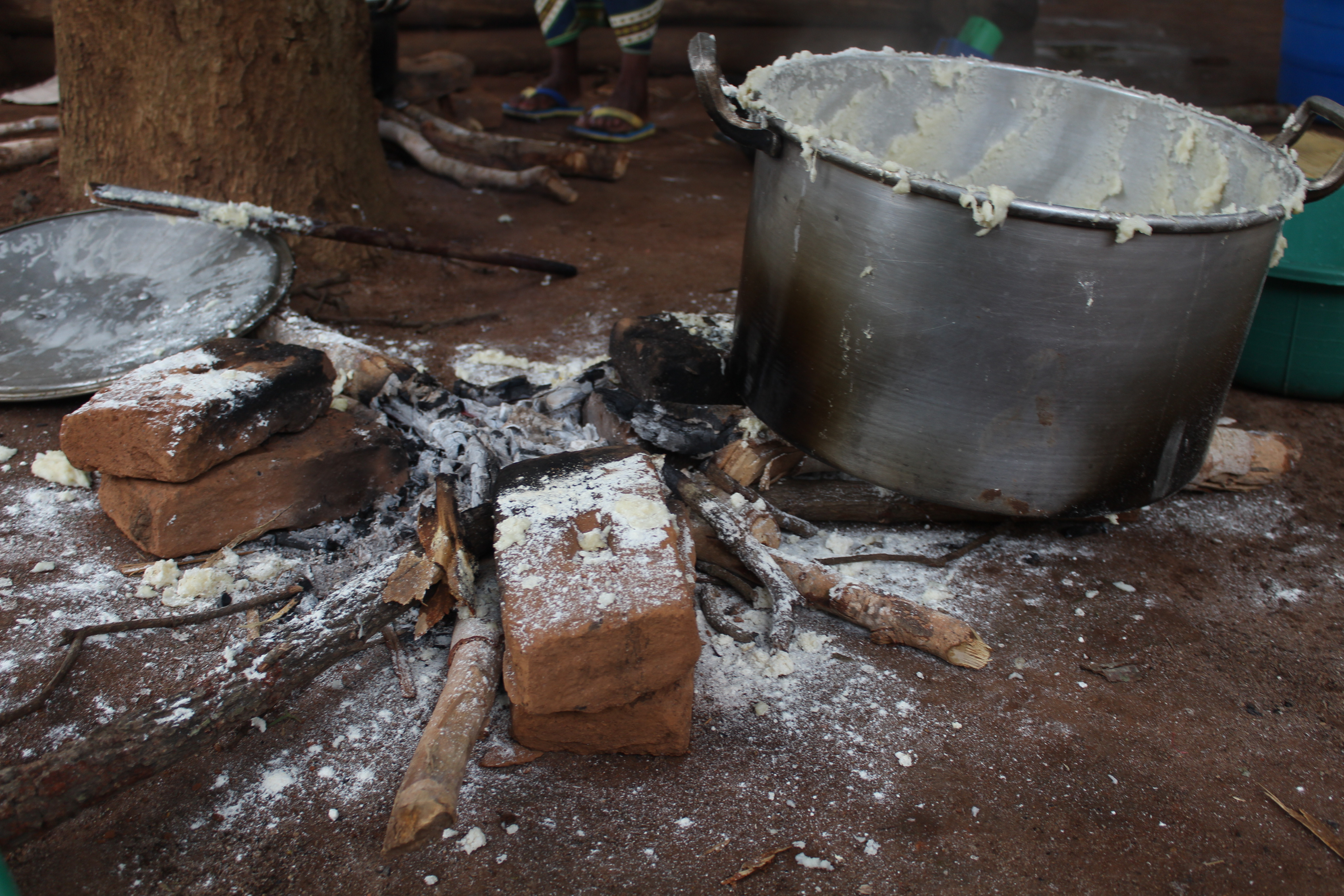
Focolare tradizionale con tre mattoni
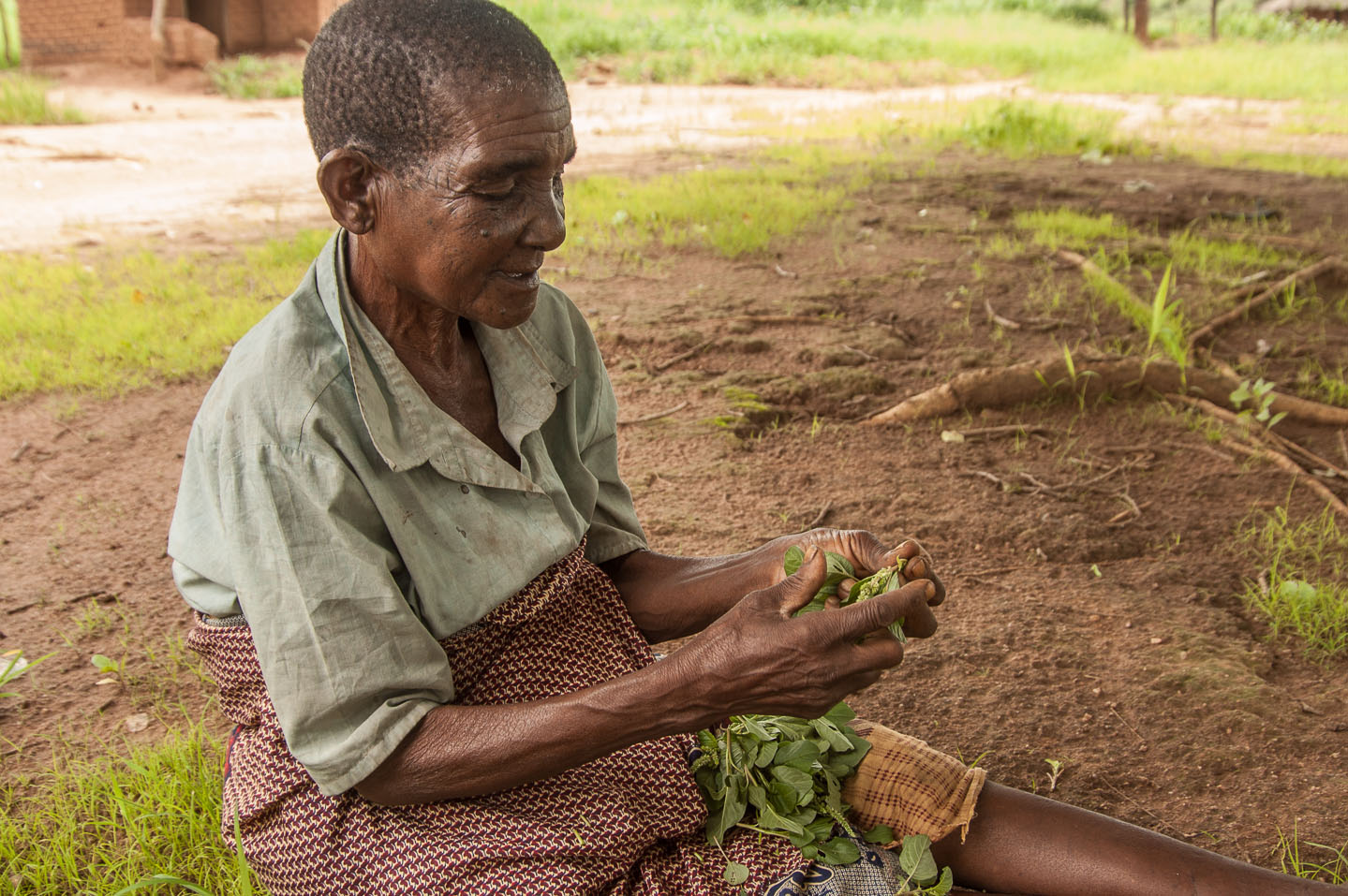
Raccolta di foglie di liponda
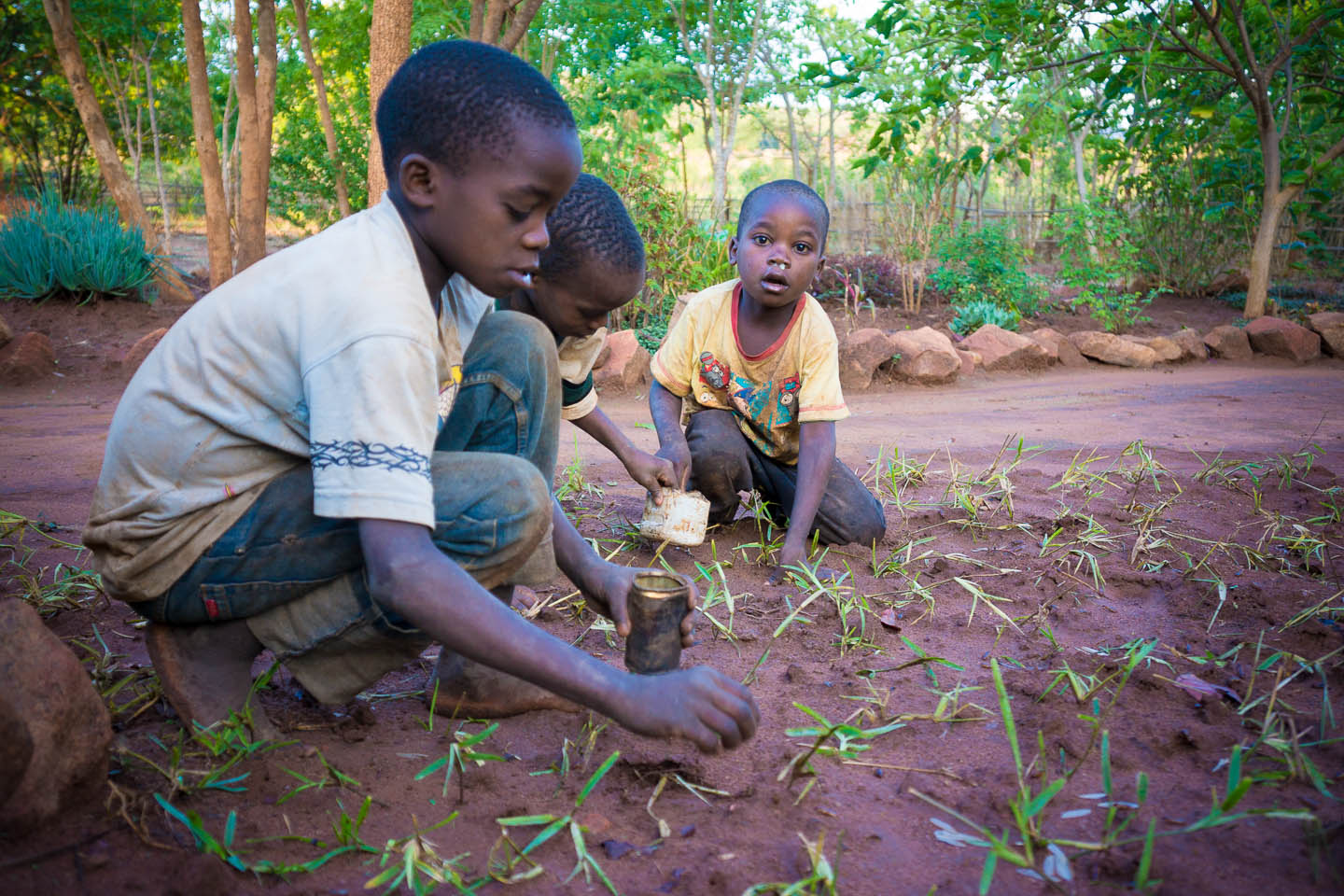
Raccolta delle termiti Ngumbi

### Cibi tipici

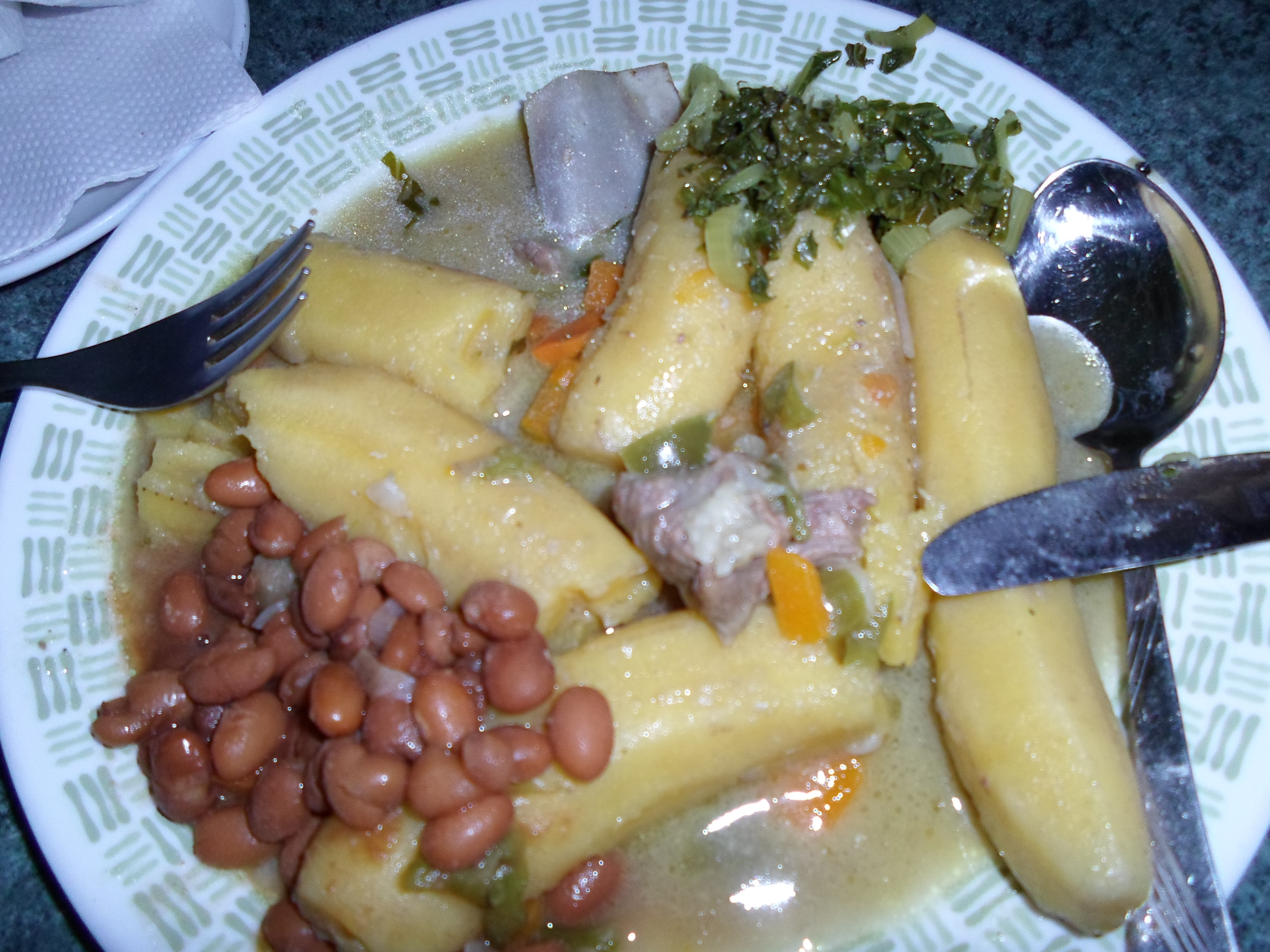
Pranzo con banane e fagioli
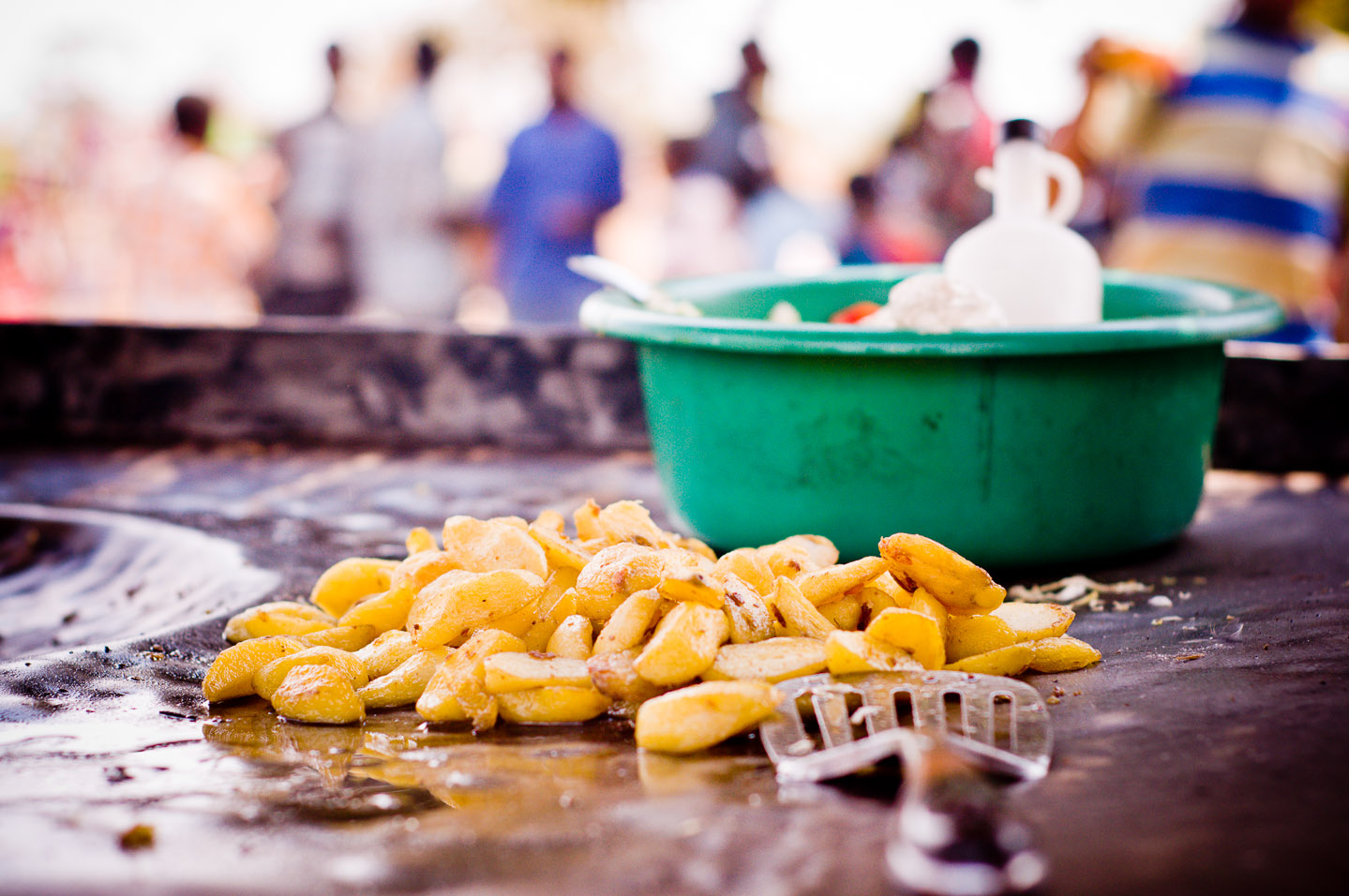
Patate fritte, al confine con il Sudafrica
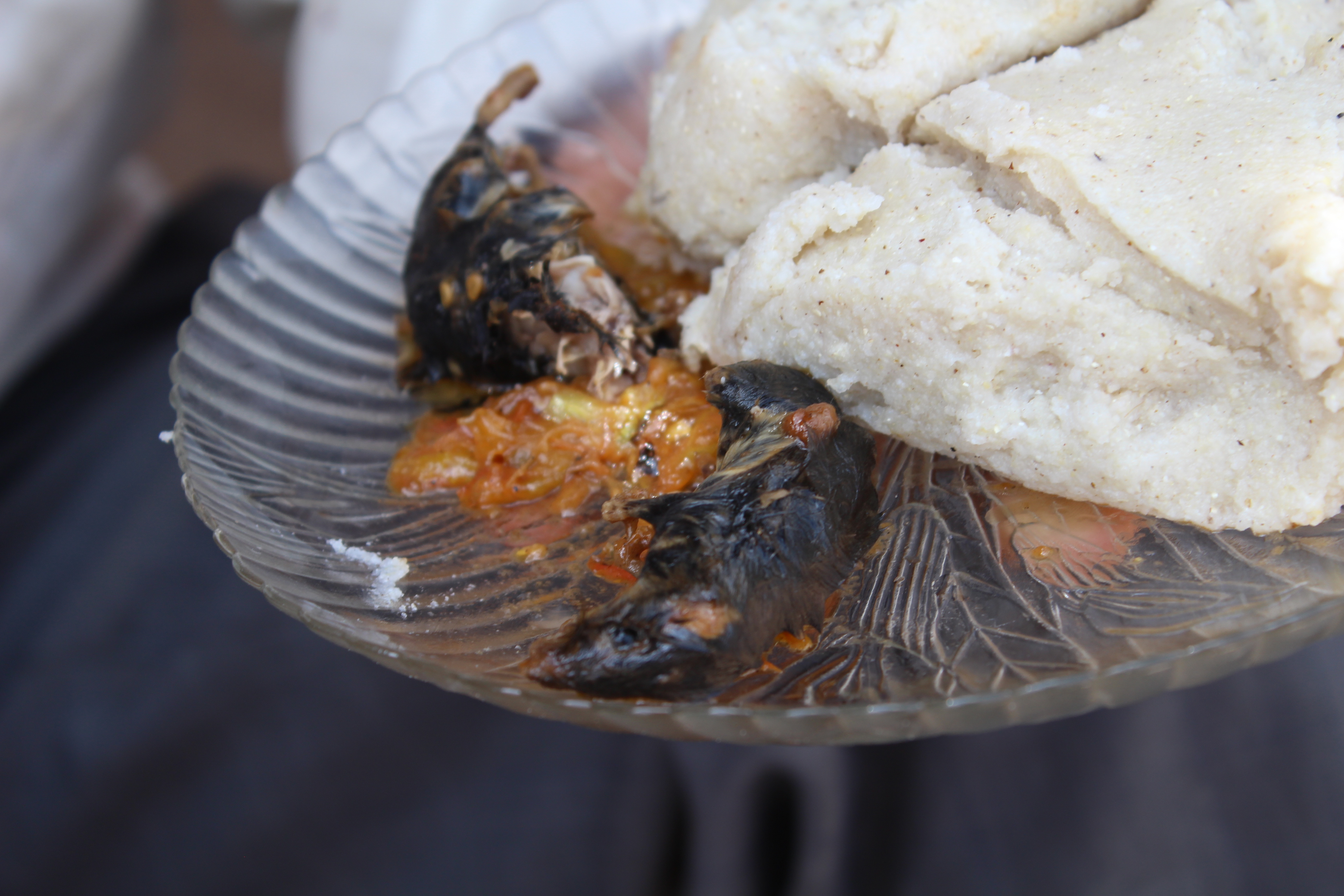
Nshima e topi grigliati, diffusamente consumati nella provincia di Zambezia
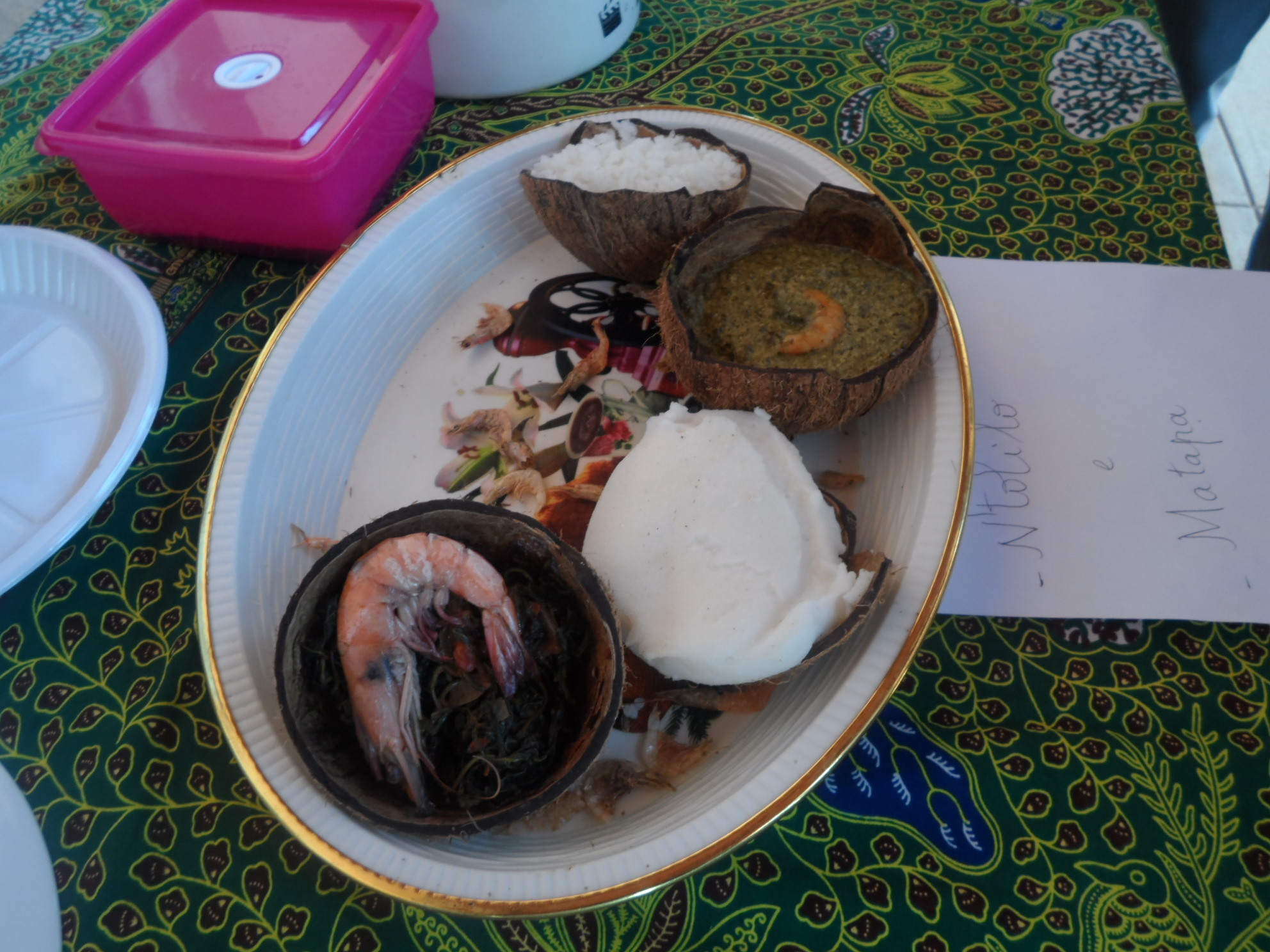
Riso, nshima e gamberi